# A977 road
Die A977 road ist eine A-Straße in Schottland. Sie beginnt östlich von Kincardine in Fife und führt über Clackmannanshire nach Kinross in Perth and Kinross.

## Verlauf
Am Südende geht die A977 an einem Kreisverkehr entlang der A965 östlich von Kincardine in nordöstlicher Richtung ab. Sie verlässt Kincardine in nördlicher Richtung und nimmt an einem Kreisverkehr die A877 auf, welche über die Clackmannanshire Bridge und die M876 zur Autobahn M9 führt. Direkt nördlich kreuzt die A907 (Stirling–Dunfermline). Den Weiler Forestmill tangierend, verlässt die A977 Clackmannanshire und erreicht die Ortschaften Blairingone und Powmill in Perth and Kinross. In letzterer mündet die A823 ein und wird für rund 1,5 km bis Rumbling Bridge zusammen mit der A977 geführt. Über Crook of Devon und Balado verlaufend, endet die A977 schließlich an einem Kreisverkehr direkt westlich von Kinross. Von diesem führt eine Auffahrt auf die Autobahn M90. In östlicher Richtung wird die Straße als A922 weitergeführt, die durch Kinross bis nach Milnathort verläuft.